# Baabdat
Baabdat o Baabdath, (en árabe:  بعبدات) es una ciudad del Líbano, situada en el distrito Metn de Monte Líbano, a 22 km de Beirut, se encuentra a una altura que oscila entre 800 a 1050 metros sobre el nivel del mar. Los bosques de pinos que rodean la ciudad lo convierten en un destino de veraneo muy popular para aquellos que quieren escapar del calor del verano de las ciudades de la costa, especialmente los habitantes de Beirut, por su proximidad. Se encuentra muy cercana a la ciudad de Brummana, la población es mayoritariamente cristiana católica (maronita, latina y greco católica).

## Etimología
El nombre Baabdat es una palabra que deviene del arameo, abdutha bet, que significa la casa de adoración, refiriéndose a un antiguo templo que fue construido por los fenicios para adorar a los antiguos cananeos, griegos y más tarde a los dioses romanos.

## Historia
Cuando el Líbano formaba parte del Imperio romano, Baabdat era un centro de abastecimiento de madera, la que era transportada a Beirut para usarla en la construcción de navíos.